# Chemioembolizzazione
La chemioembolizzazione (o TACE, ovvero trans-arterial chemioembolization) è una procedura medica che viene eseguita da un radiologo interventista. Attraverso questa tecnica possono essere somministrati farmaci chemioterapici direttamente all'interno del tumore, mediante un catetere inserito nell'arteria nutritizia dello stesso. Questa procedura garantisce una concentrazione  superiore del farmaco, che può rimanere a contatto con le cellule tumorali per un tempo maggiore.
Questa tecnica attualmente trova largo impiego nel trattamento delle neoplasie del fegato e nelle neoplasie del sistema neuroendocrino.

## Impiego nell'epatocarcinoma
Si accede generalmente dall'arteria brachiale o dall'arteria femorale con una cannula e si raggiunge il nodulo; si inietta, in prossimità dello stesso, un mezzo di contrasto (in genere a base di Iodio)al fine di mappare i vasi serventi tale porzione di parenchima (una metodica analoga all'arteriografia).
Successivamente si procede con l'iniezione di farmaci chemioterapici e sostanze embolizzanti nei suddetti vasi; un fenomeno abbastanza frequente è trovare arterie dal calibro molto fine (quindi non cateterizzabili), specie in pazienti già sottoposti a precedenti interventi di chemioembolizzazione, i cui vasi vanno incontro a fenomeni sclerotici dati dalle sostanze utilizzate (la TACE è una metodica ben circoscritta, ma è comunque inevitabile che i farmaci usati entrino in contatto con i vasi adiacenti al campo operatorio).
Tale fenomeno preclude in genere questa metodica a quei pazienti presentanti numerose fistole vascolari epatiche (ulteriore effetto collaterale di diversi interventi con TACE reiterati nel tempo), onde evitare l'immissione nella circolazione sistemica di tali sostanze, con ovvi gravi effetti sul paziente.